# 万博記念公園駅 (茨城県)

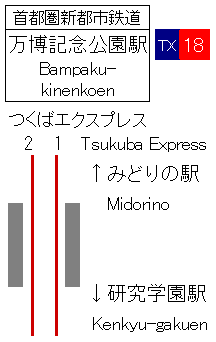
配線図

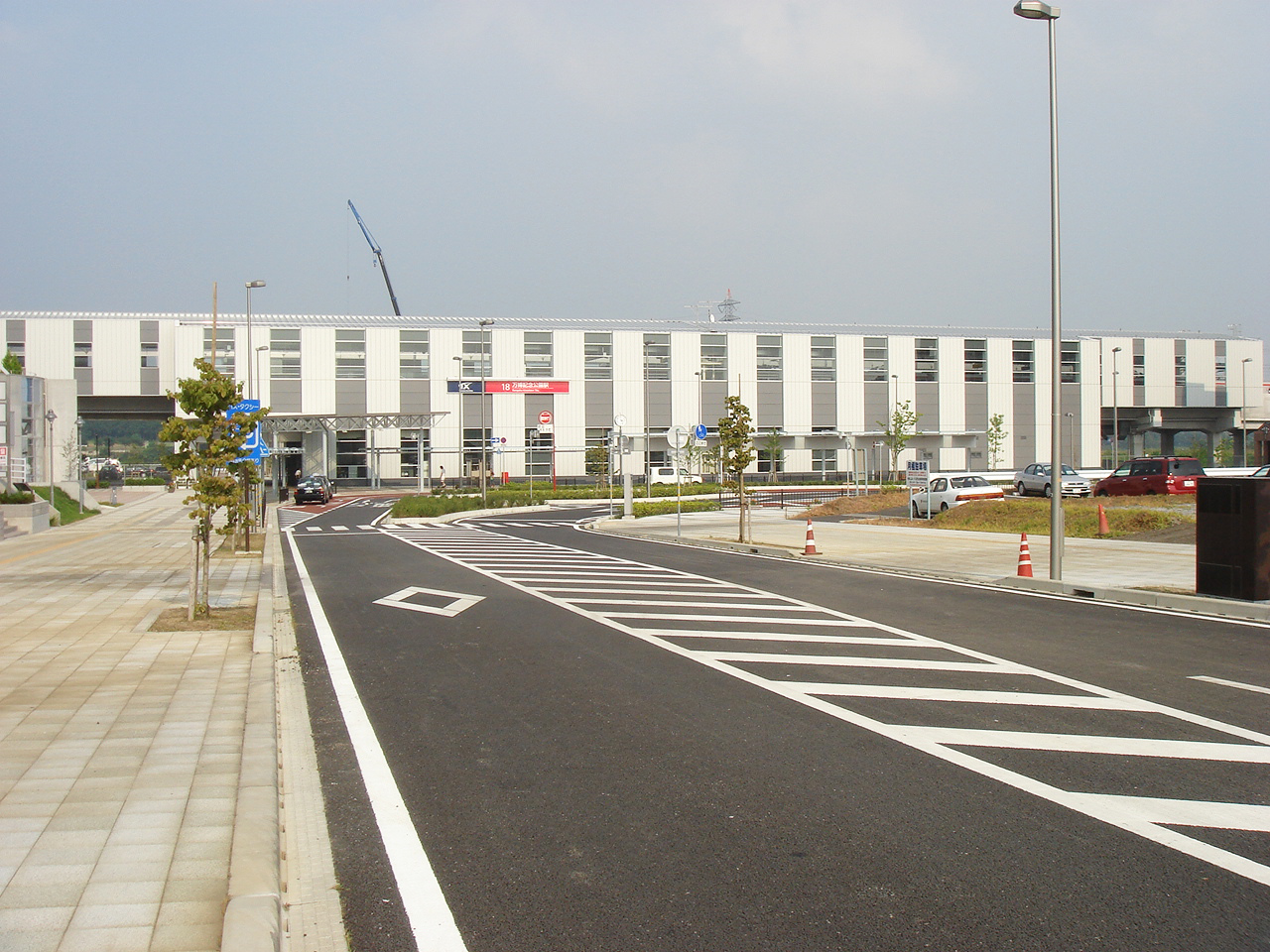
西口（2006年8月6日）

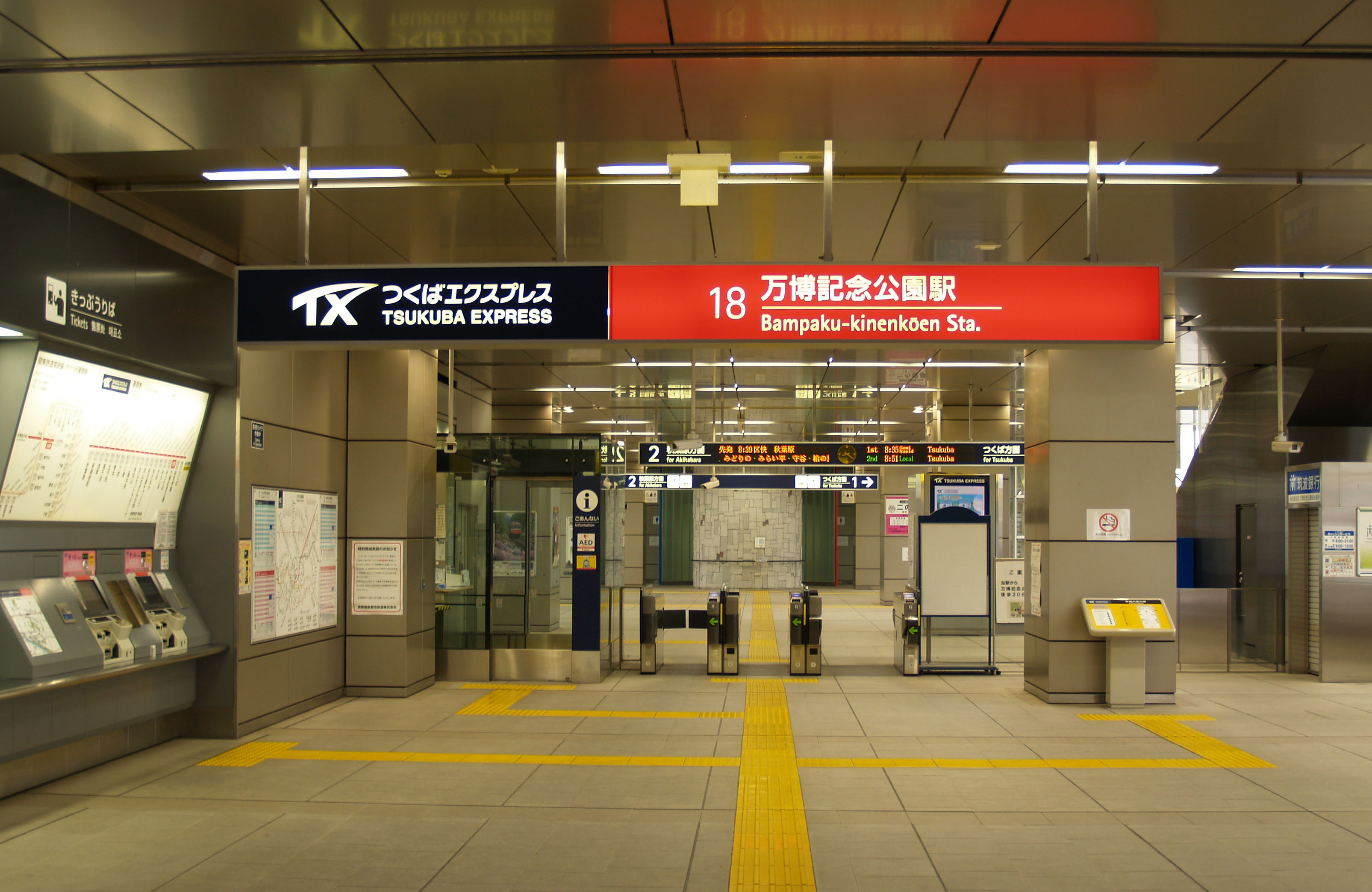
改札口（2010年6月5日）

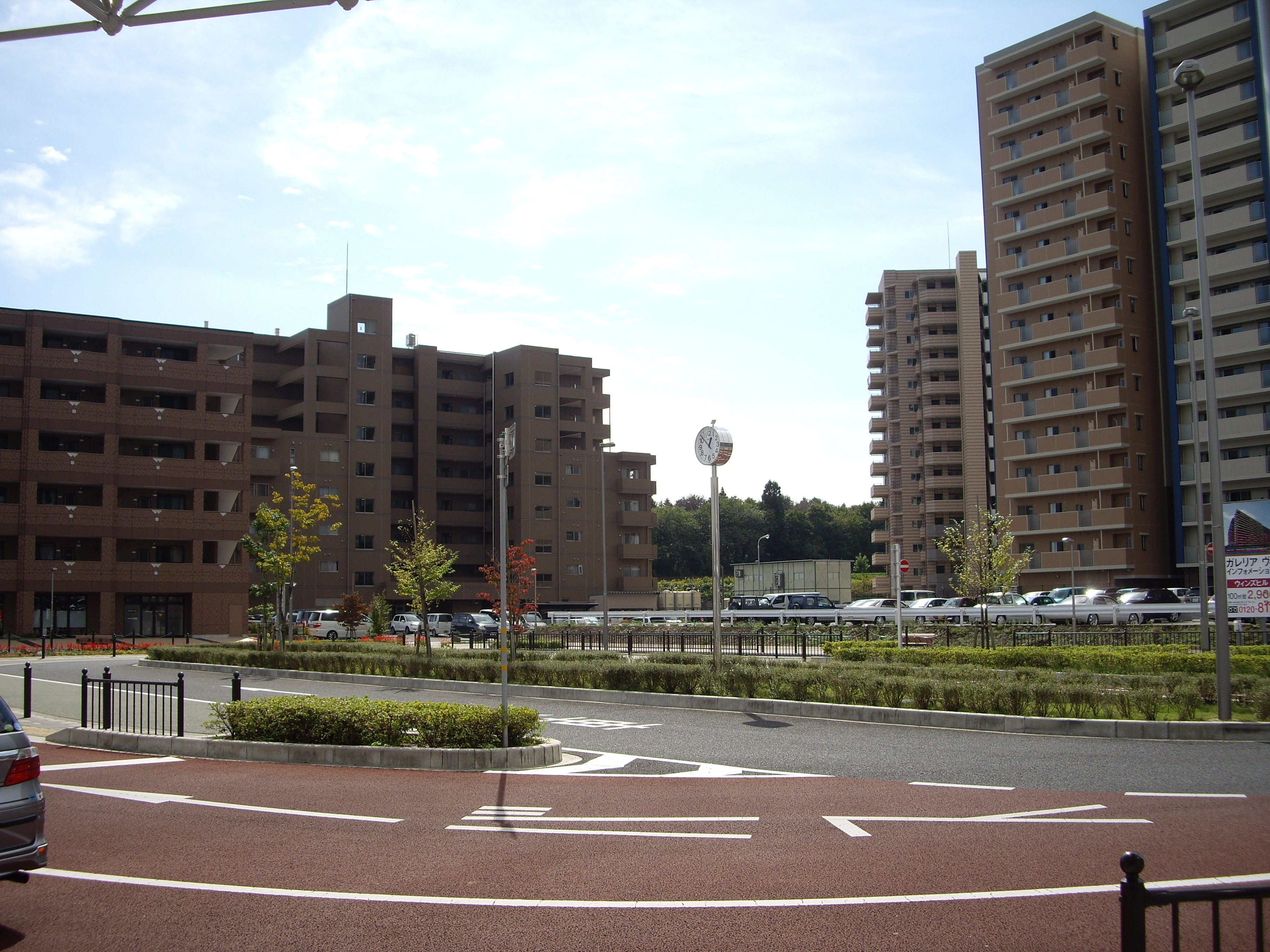
西口駅前（2008年10月12日）

万博記念公園駅（ばんぱくきねんこうえんえき）は、茨城県つくば市島名（諏訪）にある、首都圏新都市鉄道つくばエクスプレスの駅。駅番号はTX18。

## 歴史
- 2005年（平成17年）8月24日 - 開業。

### 駅名の由来
当駅を最寄とする公園、「科学万博記念公園」より。計画中の駅名の仮称は、当地の地名から取った「島名駅」（しまなえき）であった。

## 駅構造
相対式ホーム2面2線の高架駅である。　

### のりば
| 番線 | 路線               | 方向 | 行先       |
| ---- | ------------------ | ---- | ---------- |
| 1    | つくばエクスプレス | 下り | つくば方面 |
| 2    | つくばエクスプレス | 上り | 秋葉原方面 |

## 利用状況
2023年度の1日平均乗車人員は3,575人である。つくばエクスプレスの駅では最も乗車人員が少ない。開業以来の1日平均乗車人員推移は下記の通り。
| 年度               | 1日平均 乗車人員 |
| ------------------ | ---------------- |
| 2005年（平成17年） | 651              |
| 2006年（平成18年） | 978              |
| 2007年（平成19年） | 1,222            |
| 2008年（平成20年） | 1,452            |
| 2009年（平成21年） | 1,684            |
| 2010年（平成22年） | 1,893            |
| 2011年（平成23年） | 2,063            |
| 2012年（平成24年） | 2,215            |
| 2013年（平成25年） | 2,415            |
| 2014年（平成26年） | 2,453            |
| 2015年（平成27年） | 2,638            |
| 2016年（平成28年） | 2,705            |
| 2017年（平成29年） | 2,974            |
| 2018年（平成30年） | 3,162            |
| 2019年（令和元年） | 3,314            |
| 2020年（令和02年） | 2,190            |
| 2021年（令和03年） | 2,621            |
| 2022年（令和04年） | 3,233            |
| 2023年（令和05年） | 3,546            |
| 2024年（令和06年） | 3,575            |

## 駅周辺
- 茨城県土浦土木事務所つくば支所 情報ステーション
- つくば警察署万博記念公園駅前駐在所
- ピアシティ万博記念公園
- 科学万博記念公園 - 徒歩約30分
- 島名郵便局 - 徒歩約22分
- 首都圏中央連絡自動車道（圏央道） つくば西スマートインターチェンジ
- 乗馬クラブ クレイン茨城 - 徒歩約15分
- CSJつくばテニスガーデン - 徒歩約15分
- 南筑波ゴルフ場
- つくば秀英高等学校  -  つくバス谷田部シャトル乗車

### バス
つくば市のコミュニティバス「つくバス」のシャトルバス2系統が1番乗り場を発着する。2番乗り場はスクールバスなどが使用する。
コミュニティバス「つくバス」
| 乗場 | 系統           | 主要経由地                       | 行先               | 運行会社  |
| ---- | -------------- | -------------------------------- | ------------------ | --------- |
| 1番  | 谷田部シャトル | みどりの駅・つくば工科高校       | 谷田部窓口センター | ■関東鉄道 |
| 1番  | 谷田部シャトル | つくば秀英高校・科学万博記念公園 | 研究学園駅         | ■関東鉄道 |
| 1番  | 西部シャトル   | 島名小学校・上郷上宿             | とよさと病院       | ■関東鉄道 |
| 1番  | 西部シャトル   | 真瀬                             | みどりの駅         | ■関東鉄道 |

## その他

岡本太郎作「未来を視る」。駅東口設置。

- 万博記念公園駅は、つくばエクスプレスで唯一請願駅（茨城県より）として設置された。
- 駅の東側出口前の広場には、岡本太郎制作の「未来を視る」と題したモニュメントが設置されている[3]。これは、1985年（昭和60年）に当時の筑波郡谷田部町（現:つくば市）で開催された国際科学技術博覧会（科学万博）に際して制作されたもので、当駅開業にあわせてつくば市御幸が丘の科学万博記念公園から万博記念公園駅前に移設された[3]。大阪府吹田市にも当駅と同名の「万博記念公園駅」（大阪高速鉄道大阪モノレール線＝本線・国際文化公園都市モノレール線＝彩都線）が存在するが、この駅からも岡本太郎が1970年（昭和45年）の日本万国博覧会（大阪万博）に際して制作された太陽の塔の姿を望むことが出来る。

## 隣の駅
首都圏新都市鉄道
つくばエクスプレス
■快速・■通勤快速（平日下りのみ運転）
通過
■区間快速・■普通
みどりの駅 (TX17) - 万博記念公園駅 (TX18) - 研究学園駅 (TX19)